# Франц Зікс
Франц Альфред Зікс (нім. Franz Alfred Six; 12 серпня 1909 — 9 липня 1975) — один з керівників Головного управління імперської безпеки (РЗГА), бригадефюрер СС, доктор філософії (1934).

## Життєпис
Народився 12 серпня 1909 року в місті Мангаймі, земля Баден-Вюртемберг.
Отримав юридичну освіту в Мюнхенському університеті.
У 1929 році вступив до Гітлерюгенду, з 1 листопада 1929 року, член СА, з 1 березня 1930 року — член НСДАП.
20 квітня 1935 року вступив до СС, наступного року був призначений гауптамтсляйтером Націонал-соціалістичної спілки студентів.
З 1937 року — начальник 2-го управління Головного управління СД, а з 27 вересня 1939 року очолив ІІ управління РСХА. Після остаточного сформування РЗГА у вересні 1940 року призначений керівником VII управління РЗГА, яке займалось питаннями дослідження світогляду.
У 1938 році став почесним професором Кенігсберзького університету, у жовтні 1939 року — професором Берлінського університету.
3 28 травня 1940 до 10 квітня 1942 року - у військах СС.
Кандидатура Ф. 3ікса планувалася на посаду керівника СД і таємної поліції Великої Британії в разі успіху операції по захопленню країни нацистами.
З початком німецько-радянської війни у 1941–1942 роках командував зондеркомандою СД «В — Москва» айнзатцгрупи «С», яка в складі військ групи армій «Центр» здійснювала терор у центральних районах окупованої території СРСР.
1 вересня 1942 року переведений до Імперського міністерства закордонних справ, де до кінця війни очолював культурно-політичний відділ.
Після капітуляції Німеччини переховувався під ім'ям Георга Хехера, але восени 1945 року був заарештований американськими окупаційними військами.
10 квітня 1948 року на процесі Американського військового трибуналу у справі оперативних груп СД у Нюрнберзі засуджений до 20 років тюремного ув'язнення. У 1951 році термін ув'язнення зменшено до 10 років, а згодом — до 5 років. 30 вересня 1952 року звільнений.
Після звільнення протягом 6 років очолював відділ праці в адміністрації концерну «Mannessmann», після чого очолив рекламний відділ моторобудівної фірми «Порше — Дизель ГмбХ» у місті Фрідріхсгафен.
Помер 9 липня 1975 року в місті Больцано, столиці однойменної провінції у регіоні Трентіно-Альто-Адідже на півночі Італії.

## Звання СС
- Унтерштурмфюрер СС (20 квітня 1935)
- Оберштурмфюрер СС (9 листопада 1935)
- Гауптштурмфюрер СС (30 січня 1936)
- Штурмбаннфюрер СС
- Оберштурмбаннфюрер СС
- Обершарфюрер СС (1940) - звання у військах СС
- Оберфюрер СС (9 листопада 1941)
- Бригадефюрер СС (30 січня 1945)

## Нагороди
- Хрест Воєнних заслуг 1-го класу з мечами
- Хрест Воєнних заслуг 2-го класу з мечами
- Медаль «У пам'ять 13 березня 1938 року»
- Медаль «У пам'ять 1 жовтня 1938» з пряжкою із зображенням Празького Граду.
- Медаль «У пам'ять 22 березня 1939 року»
- Медаль «За вислугу років у НСДАП» у бронзі (1940)
- Орден крові
- Почесний знак «За турботу про німецький народ» 2-го класу
- Почесна медаль Націонал-соціалістичного союзу німецьких студентів
- Пам'ятна Олімпійська медаль
- Спортивний знак СА в бронзі
- Німецька імперська відзнака за фізичну підготовку (DRL) в бронзі
- Цивільний знак СС (№ 180 320)
- Кільце «Мертва голова»
- Почесний кинджал СС
- Йольський свічник
- Почесний кут старих бійців

## Галерея

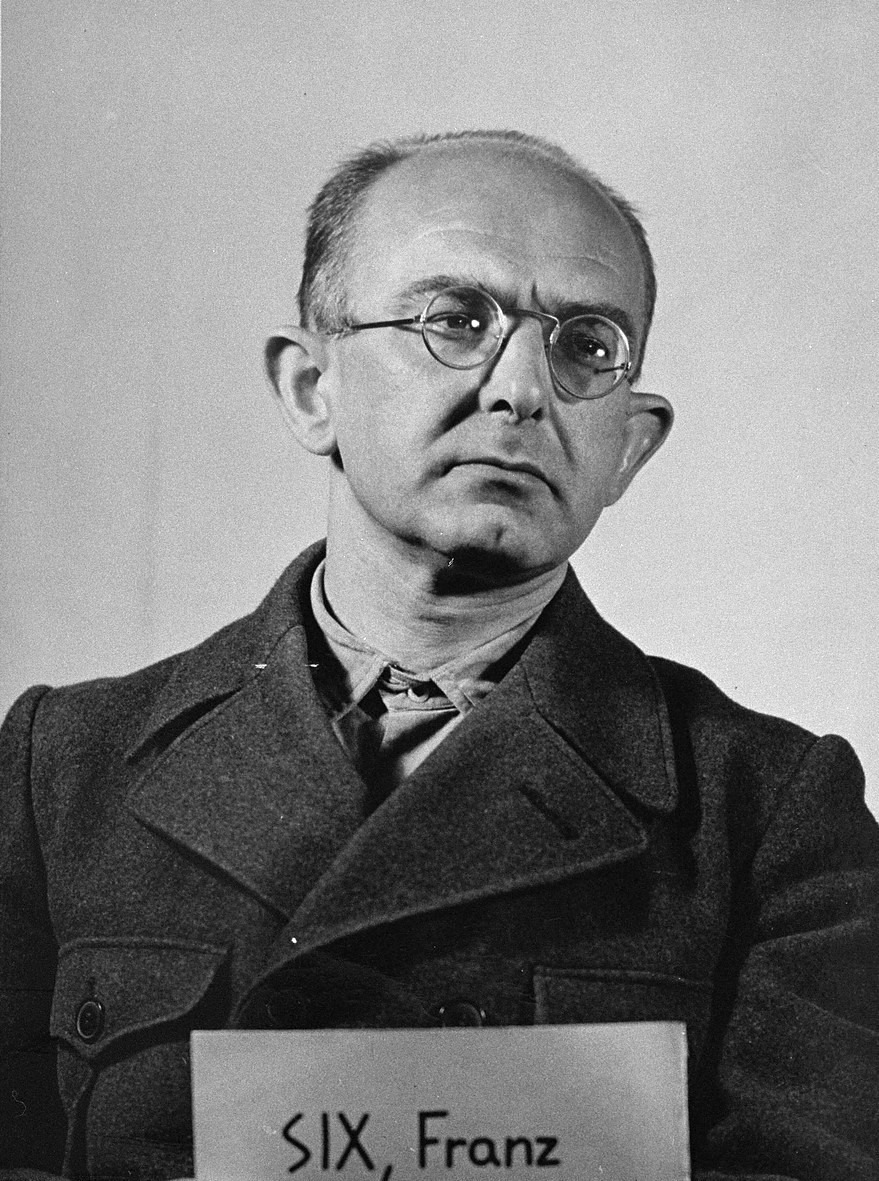
Зікс під час судового процесу (1948)